# Елизабет фон Раперсвил
Елизабет фон Раперсвил (на немски: Elisabeth von Rapperswil; * 1251 или 1261; † 10 април 1309, Раперсвил) е графиня от род Раперсвил в кантон Санкт Гален, наследничка, съ-управлява Раперсвил с баща си и сама от 1289 до 1309 г., и чрез женитби графиня на Хомберг и Хабсбург-Лауфенбург. Роднина е на римско-немския крал Рудолф I (1218 – 1291).

## Живот
Дъщеря е на граф Рудолф IV фон Раперсвил (III) († 1262) и съпругата му Мехтилд фон Нойфен или фон Вац († сл. 1267), дъщеря на граф Бертхолд II фон Нойфен-Марщетен († сл. 1268/сл. 1274) и Берхта фон Марщетен († сл. 1259). Майка ѝ Мехтилд фон Нойфен се омъжва втори път пр. 11 февруари 1263 г. за граф Хуго I фон Верденберг-Хайлигенберг († 1280).
Елизабет се омъжва пр. 10 януари 1283 г. за граф Лудвиг I фон Хомберг, господар на Раперсвил. Лудвиг I е убит в битката при Шосхалде на 27 април 1289 г.
Елизабет се омъжва втори път пр. 12 март 1296 г. за граф Рудолф III (VI) фон Хабсбург-Лауфенбург, господар на Раперсвил (* 15 февруари 1270; † 22 януари 1315) и управляващ ландграф в Клетгау (1271 – 1314).
Елизабет разделя господството Раперсвил между децата си и осигурява на линията Хабсбург-Лауфенбург големите собствености на Раперсвилте в Цюрихгау.
След смъртта ѝ Рудолф III се жени втори път сл. 10 април 1309 г. за Мария фон Йотинген († 10 май 1369).
- Останки от замък Хомберг
- Дворец Раперсвил

## Деца
От граф Лудвиг I фон Хомберг има трима сина и три дъщери:
- Вернер II фон Хомберг (* 1284 † 21 март 1320 при Генуа, Италия), минезингер, граф на Фробург-Хомберг, жени се 1. ок. 11 юни 1315 / 6 април 1316 г. за графиня Мария фон Йотинген († 10 юни 1369), вдовица на доведения му баща граф Рудолф III фон Хабсбург-Лауфенбург († 22 януари 1315, Монпелие), граф на Лауфенбург, господар на Раперсвил, дъщеря на граф Фридрих I фон Йотинген († 1311/1313) и съпругата му Елизабет фон Дорнберг († 1309/1311). Имат един син:
  - Вернер III фон Хомберг (* 1316; † 30 март/ 22 септември 1323), нар. „Вернли“ (* 1316 † 30 март/22 септември 1323 или сл. 25 май 1323), граф на Хомберг, последен представител на клона Ной-Хомберг
- Сесилия фон Хомберг (* пр. 1280; † сл. 1338), приореса в Доминиканския манастир в Йотенбах
- Анна фон Хомберг († сл. 30 януари 1286)
- Клара фон Хомберг († сл. 1313), омъжена пр. 29 юли 1305 (договор) за Егино (IV) фон Меч († сл. ноември 1341), фогт на Меч, син на Егино (III) фон Меч, фогт на Меч и на съпругата му Аделхайд фон Монфор. Имат двама сина и една дъщеря
- Рудолф фон Хомберг († 14 януари 1304/25 октомври 1306)
- Лудвиг II фон Хомберг († 1315), граф на Хомберг, неженен

От брака си с граф Рудолф III (VI) фон Хабсбург-Лауфенбург има един син:
- Йохан I (* 1297; † 21 септември 1337, убит в битка до Гринау, Цюрихско езеро), ландграф в Клетгау, фогт на господство Австрия в Тургау, Ааргау и Шварцвалд, женен пр. 25 юли 1328 г. за Агнес фон Верде († сл. 1354), дъщеря на граф Зигизмунд фон Верд/Верде (Сааргауграф) († 1308), ландграф в Елзас; имат седем деца